# Toonzone Entertainment
Toonzone Entertainment est un studio d'animation qui a travaillé sur Les Simpson (saisons 14 et 15) et sur Les Rois du Texas (saison 8).

## Programs to Kids
- Backyardigans
- Julius Jr
- Rob o Robô
- Tom e Jerry
- Oddbods
- Ariol
- Peppa Pig
- Looney Tunes
- Calimero
- PJ Masks
- Max & Ruby
- Masha e o Urso
- Turma da Floresta
- The Loud House